# Markus Löning
Markus Löning, né le 2 juillet 1960 à Meppen, en Allemagne, est un homme politique allemand membre du Parti libéral-démocrate (FDP), et délégué du gouvernement fédéral allemand pour la Politique des droits humains et l'Aide humanitaire au sein de l'office des Affaires étrangères entre 2010 et 2014.

## Formation et carrière
Il passe son Abitur en 1978 à l'école européenne de Luxembourg, puis effectue des études supérieures de science politique à l'université du Kent, sur le campus de Canterbury. Il les termine onze ans plus tard en obtenant une maîtrise à l'université de Heidelberg.
En 1987, il fonde l'agence de communication Le Print, à Mannheim, dont il est directeur général, puis il est recruté trois ans plus tard par la société d'art graphique Strich & Punkt - Satz & Grafik, à Berlin, afin d'y occuper le même poste. Il la quitte en 1993 et devient alors travailleur indépendant pour le compte de l'agence de communication berlinoise Thienel, Meyer, Partner. Trois ans plus tard, il en crée une de nouveau, mais l'abandonne en 2006.

## Vie politique

### Au sein du FDP
Il rejoint le Parti libéral-démocrate en 1989, et est élu six ans plus tard membre du comité directeur de la fédération de Berlin. Désigné président de la section du quartier de Berlin-Zehlendorf en 1999, il exerce ce mandat pendant cinq ans, tout en étant devenu vice-président régional en 2000 et membre du comité directeur fédéral en 2001. En 2004, il est choisi comme nouveau président du FDP de Berlin, occupant ce poste jusqu'à son remplacement par Christoph Meyer, en 2010. Il est par ailleurs vice-président du Parti européen des libéraux, démocrates et réformateurs (ELDR) de 2005 à 2011, puis vice-président du Parti de l'Alliance des libéraux et des démocrates pour l'Europe.

### Institutionnellement
En 2002, il est élu député fédéral de Berlin au Bundestag et est nommé porte-parole du groupe libéral-démocrate pour le Développement. À la suite de sa réélection en 2005, il change de responsabilité et devient porte-parole pour les Affaires européennes. Lors de la réunion des délégués régionaux du FDP, le 28 mars 2009, il a échoué à se faire désigner de nouveau tête de liste dans la capitale fédérale, contre le président du groupe FDP à la Chambre des députés de Berlin, Martin Lindner, qui l'a nettement battu par 214 voix contre 133.
Il ne se présente donc pas aux élections et doit quitter le Bundestag. Toutefois, le 1er avril 2010, Markus Löning est choisi comme délégué du gouvernement fédéral allemand pour la Politique des droits humains et l'Aide humanitaire au sein de l'office des Affaires étrangères par le ministre Guido Westerwelle qui se trouve aussi être le président fédéral du FDP.